# 溫德巴赫塔爾科格爾山

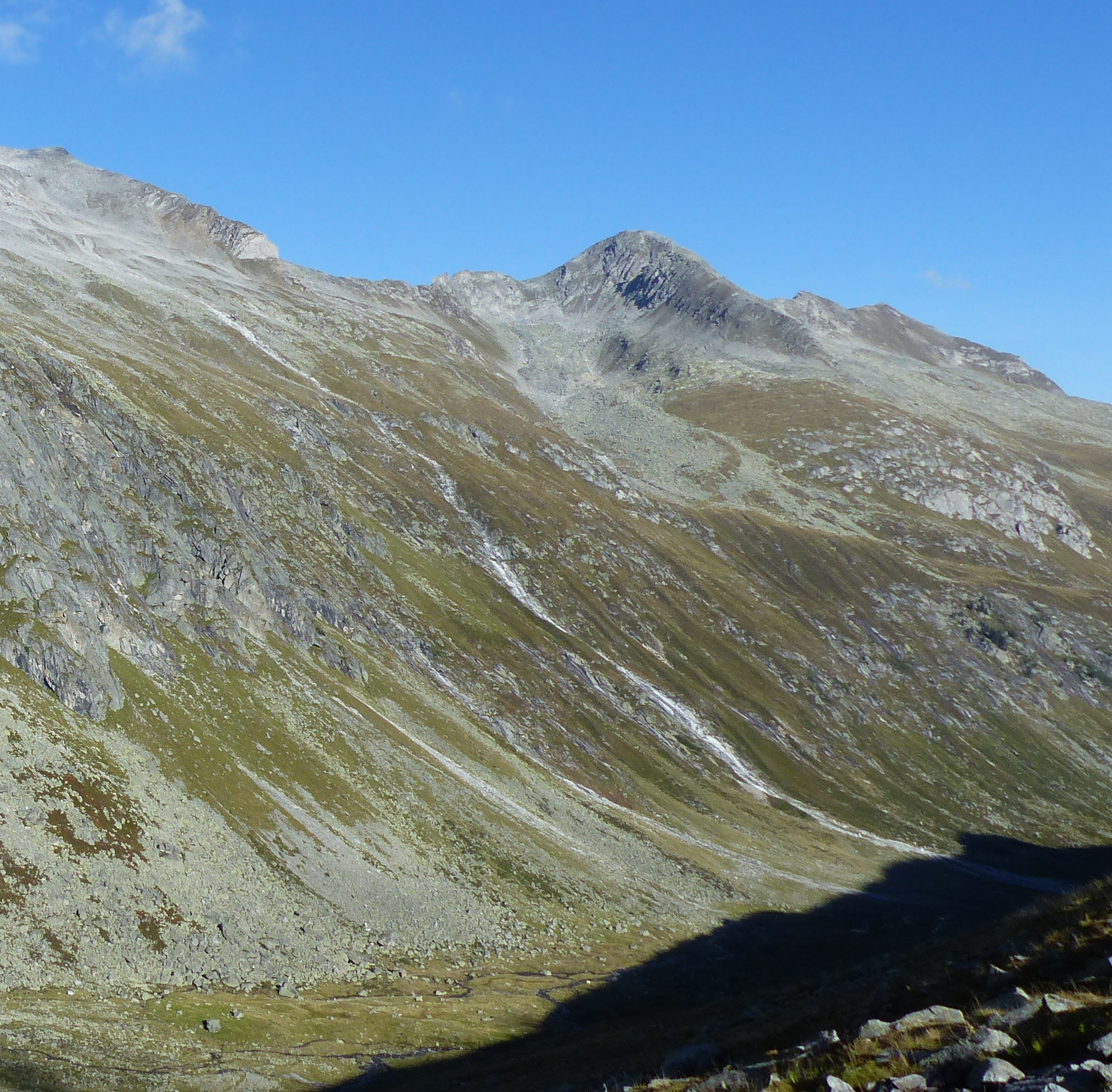

47°7′14″N 12°8′49″E / 47.12056°N 12.14694°E
溫德巴赫塔爾科格爾山（德語：Windbachtalkogel），是奧地利的山峰，位於該國西部，由薩爾茨堡州負責管轄，屬於齊勒塔爾阿爾卑斯山脈的一部分，海拔高度2,843米，每年平均降雨量1,971毫米。